# 7504 Kawakita
7504 Kawakita este un asteroid din centura principală de asteroizi.

## Descriere
7504 Kawakita este un asteroid din centura principală de asteroizi. A fost descoperit pe 2 ianuarie 1997 la Oizumi de Takao Kobayashi. El prezintă o orbită caracterizată de o semiaxă mare de 3,17 ua, o excentricitate de 0,20 și o înclinație de 1,2° în raport cu ecliptica.